# Науман, Александр
Александр На́уман (нем. Alexander Naumann; 31 июля 1837, Эйдорф — 16 марта 1922, Гисен) — германский химик, преподаватель, научный писатель.
Изучал химию в университете Гисена и в 1859 году получил там докторскую степень. Затем преподавал: сначала в Высшей коммерческой школе Дармштадта, а в 1860 году перешёл в Тюбингенский университет. Оттуда вернулся в Гисен, работал учителем гимназии и габилитировался в 1864 году. В 1869 году стал экстраординарным профессором, а в 1882 году как преемник Юстуса фон Либиха был назначен ординарным профессором теоретической химии. Эту должность он занимал до своей отставки в 1913 году. Одновременно с профессорским званием был директором химической лаборатории университета в Гисене.
Работы Наумана относятся к изучению диссоциации и термохимических проблем. Главные работы: «Grundriss der Thermochemie» (Брауншвейг, 1869); «Allgemeine und physikalische Chemie. Bd. 1 von Gmelin-Krauts Handbuch der anorganischen Chemie» (Гейдельберг, 1877); «Grundlehren der Chemie» (Гейдельберг, 1879); «Lehr- und Handbuch der Thermochemie» (Брауншвейг, 1881); «Technisch-thermochemische Berechnungen zur Heizung, insbesondere mit gasförmigen Brennstoffen» (Брауншвейг, 1893).